# David Marwell
David G. Marwell (* 1951) ist ein amerikanischer Historiker und war von 2000 bis 2015 Direktor des Museum of Jewish Heritage in New York sowie Präsident des Leo Baeck Instituts New York/Berlin.

## Leben
Von 1969 bis 1976 studierte Marwell Geschichte in Brandeis und New  York und lebte von 1977 bis 1978 als Forschungsstipendiat in Deutschland. Marwell wurde 1988 im Fach neuerer und neuester Geschichte an der Binghamton University mit einer Dissertation über Ernst Hanfstaengl promoviert.
Vor seiner Tätigkeit als stellvertretender Direktor für Information am United States Holocaust Memorial Museum in Washington, D.C. war Marwell von 1988 bis 1994 Direktor des Document Center in Berlin und danach ausführender Direktor des JFK Assassination Records Review Board.
Außerdem wirkte er bis 1989 als Chief of Investigative Research im Office of Special Investigations (OSI) des Justizministeriums der Vereinigten Staaten. In dieser Position war Marwell verantwortlich für die Durchführung von historischer und forensischer Forschung zur Unterstützung der Strafverfolgung nationalsozialistischer Kriegsverbrecher, unter anderem Klaus Barbie und Josef Mengele. Marwell begann seine Tätigkeit für das OSI im März 1980 als der dritte einer Gruppe von Historikern, die zunächst für die Übersetzung von Dokumenten eingestellt worden waren, aber bald die Ermittler praktisch ersetzten. Er wurde zu mehreren Prozessen gegen Kriegsverbrecher als Sachverständiger und Berater für die Regierungen von Kanada und Australien herangezogen. Daneben war er Mitglied der Interagency Working Group for Nazi War Criminal Documents.

## Schriften
- David G. Marwell: Mengele: Unmasking the „Angel of Death“. W.W. Norton & Company, New York 2020, ISBN 978-0-393-60953-0; dt. Mengele. Biographie eines Massenmörders. wbg/Theiss, Darmstadt 2021, ISBN 978-3-8062-4277-5.